# Agricultura pe verticală

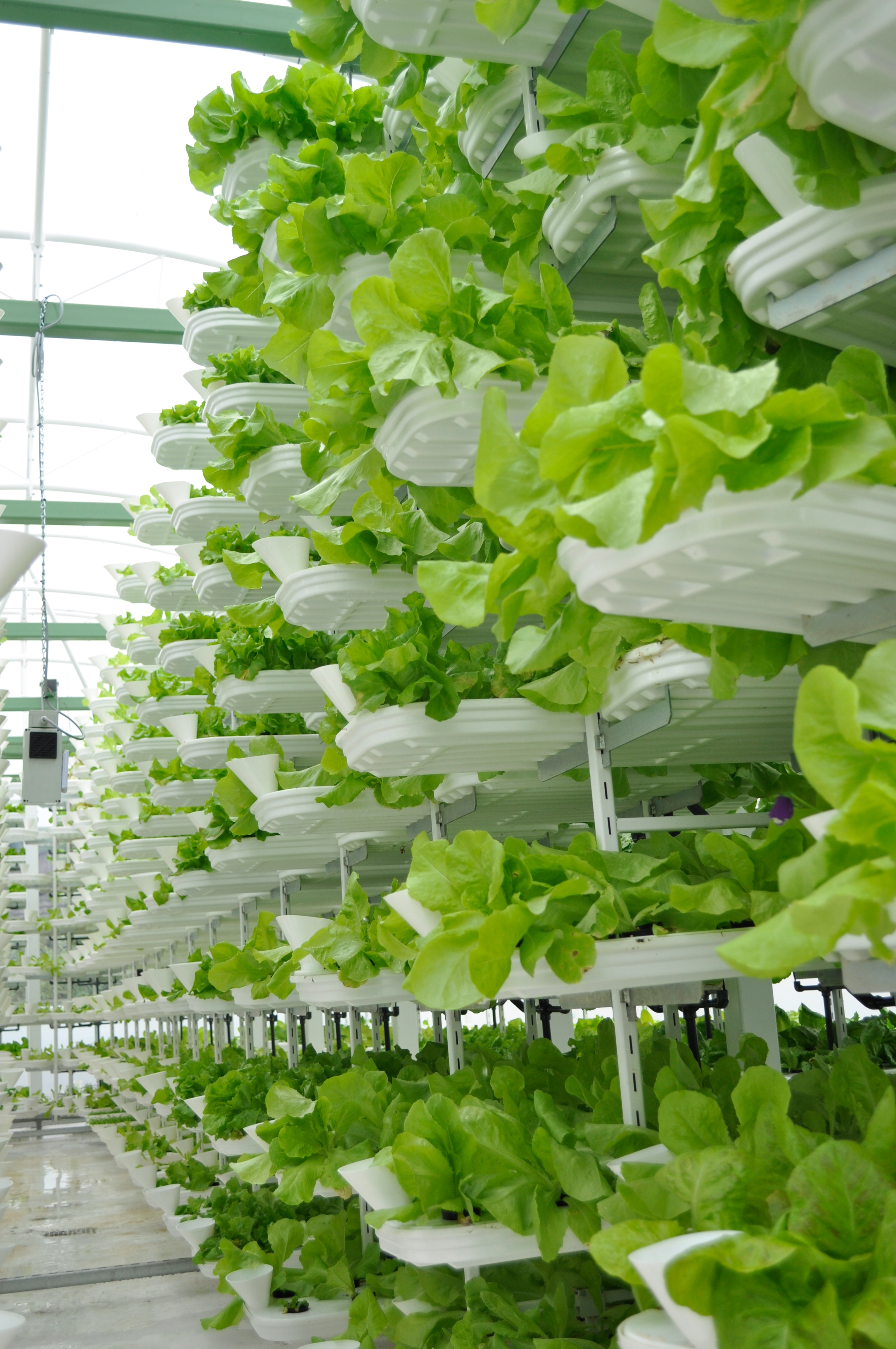
Salată crescută într-un sistem de agricultură pe verticală interior

Agricultura pe verticală este practica creșterii culturilor pe straturi suprapuse. Aceasta încorporează deseori agricultura în mediu controlat, care are drept scop optimizarea creșterii plantelor, împreună cu tehnici agricole fără sol, precum hidroponia, acvaponia și aeroponia. Câteva structuri folosite pentru amenajarea sistemelor de agricultură pe verticală sunt: clădiri, containere maritime, tuneluri subterane și puțuri miniere.
Conceptul modern de agricultură pe verticală a fost propus în 1999 de către Dickson Despommier, profesor în domeniul Sănătății Publicului și a Mediului la Universitatea Columbia. Despommier a creat împreună cu studenții săi un design pentru o fermă zgârie-nori, care ar putea hrăni 50.000 de oameni. Deși nu a fost pus în practică, designul a popularizat cu succes conceptul de agricultură pe verticală. Utilizarea curentă a fermelor verticale, împreună cu alte tehnologii de ultimă generație, precum LED-urile specializate, au rezultat într-un randament de 10 ori mai mare decât cel al metodelor tradiționale de cultivare. Au existat mai multe implementări ale sistemelor de agricultură pe verticală în comunități precum: Japonia, Paignton, Israel, Singapore, Chicago, München, Londra și Lincolnshire.
Principalul avantaj al utilizării tehnologiilor de agricultură pe verticală este obținerea unui randament mai mare al culturilor, pentru care este necesară o suprafață mai mică de teren. Un alt avantaj urmărit este posibilitatea de a cultiva simultan o varietate mai mare de culturi , deoarece acestea nu împart aceleași parcele de teren în timp ce cresc. În plus, culturile sunt rezistente la perturbări meteorologice datorită amplasării lor în interior, ceea ce înseamnă că mai puține culturi vor fi pierdute drept urmare a fenomenelor meteorologice extreme sau neașteptate. În ultimul rând, agricultura pe verticală este mai puțin dăunătoare plantelor și animalelor sălbatice, deoarece folosește o suprafață limitată de teren, ceea ce duce la conservarea mai bună a florei și faunei locale.
În comparație cu agricultura tradițională, tehnologiile de agricultură pe verticală se confruntă cu provocări economice privind costurile mari de pornire. În statul Victoria, din Australia, o „fermă pe verticală cu 10 etaje” ar costa de peste 850 de ori mai mult pe metru cub de teren arabil decât o fermă tradițională din zona rurală . De asemenea, fermele verticale se confruntă cu solicitări mari de energie din cauza utilizării de lumină suplimentară, precum cea a luminilor LED. În plus, dacă se folosește energia neregenerabilă pentru a satisface aceste cerințe energetice, fermele verticale ar putea polua mai mult decât fermele tradiționale sau serele.

## Tehnici de agricultură pe verticală

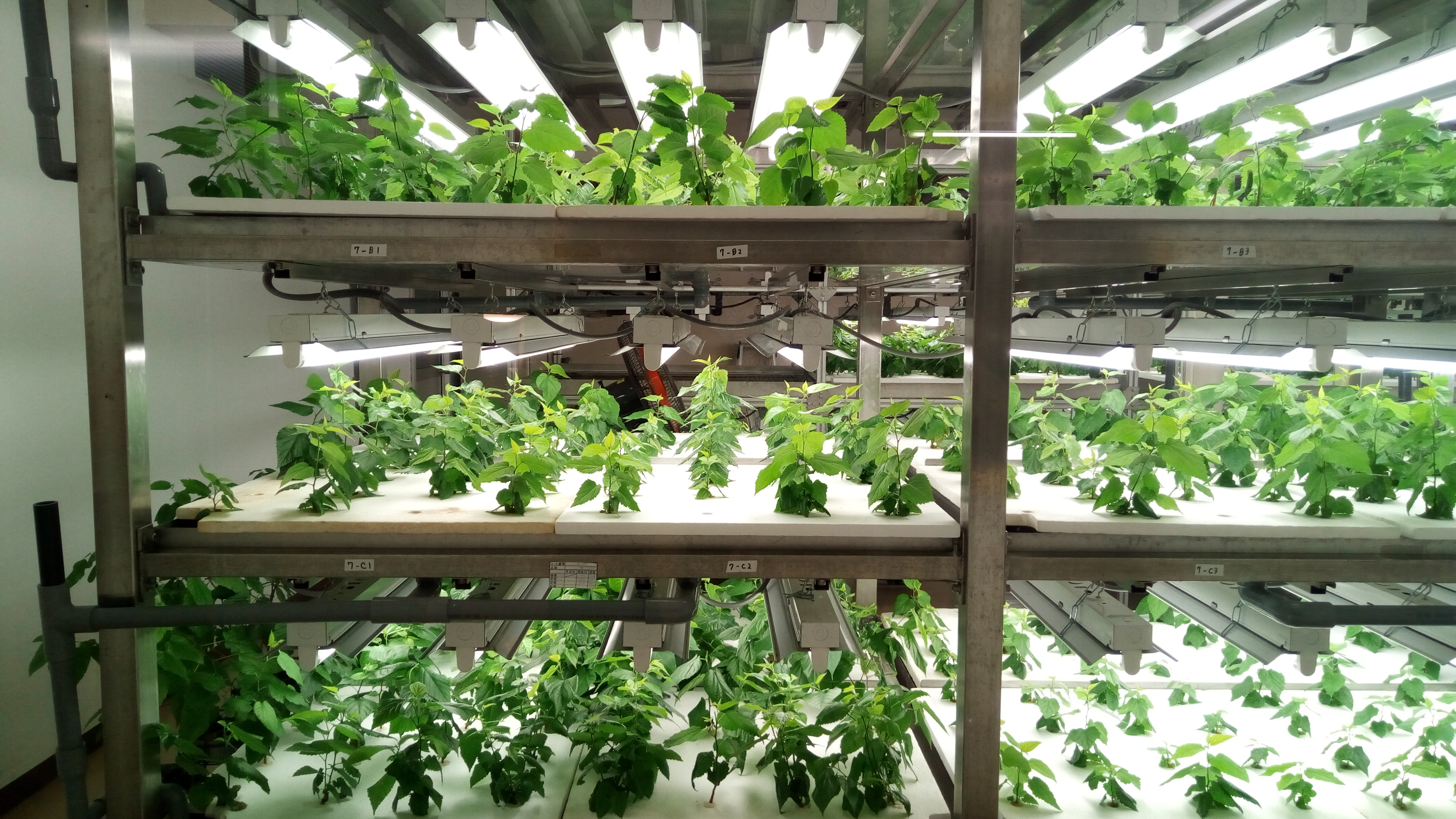
Dud crescut în hidroponie interioară, Japonia

### Hidroponia
Hidroponia este o tehnică de creștere a plantelor fără sol. În sistemele hidroponice, rădăcinile plantelor sunt scufundate în soluții lichide cu macronutrienți, azot, fosfor, sulf, potasiu, calciu și magneziu, dar și oligoelemente, precum fier, clor, mangan, bor, zinc, cupru și molibden. De asemenea, pentru a oferi sprijin rădăcinilor, în locul solului este folosit un mediu inert (inactiv din punct de vedere chimic), spre exemplu pietrișul, nisipul sau rumegușul .
Avantajele hidroponiei includ capacitatea de a crește recolta pe arie și de a reduce consumul de apă. Un studiu a arătat că, în comparație cu agricultura convențională, cea hidroponică ar putea crește recolta unei suprafețe de salată de aproximativ 11 ori, necesitând de 13 ori mai puțină apă. Datorită acestor avantaje, hidroponia este sistemul de creștere predominant în agricultura pe verticală.

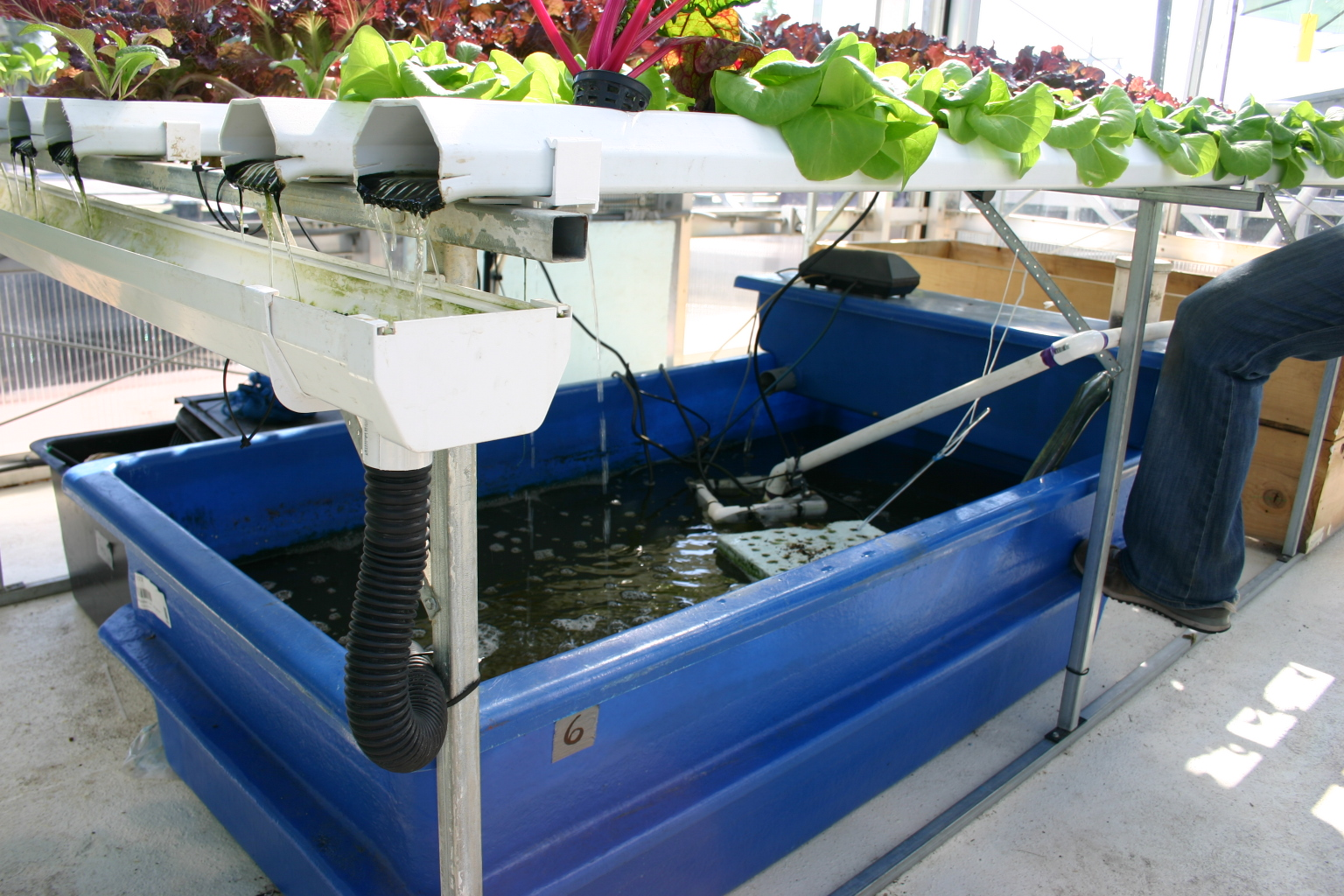
Acvaponie cu somni

### Acvaponia
Termenul acvaponie a fost creat prin unirea a două cuvinte: acvacultură, care se referă la piscicultură, și hidroponie - tehnica de cultivare a plantelor fără sol . Acvaponia duce hidroponia cu un pas înainte, combinând producția de plante terestre cu producția de organisme acvatice într-un sistem cu circuit închis care imită natura însăși. Apa reziduală din rezervoarele cu pești, bogată în nutrienți, este filtrată de o unitate de flotație, iar apoi se îndreaptă spre un biofiltru, unde amoniacul toxic este transformat în nitrați nutritivi. În timp ce absorb nutrienți, plantele purifică apa reziduală, care este reciclată pentru rezervoarele cu pești. În plus, plantele consumă dioxidul de carbon produs de pești, încălzind astfel apa din rezervoare și ajutând la menținerea unei temperaturi constante în seră pe timp de noapte pentru a economisi energie. Întrucât majoritatea sistemelor comerciale de agricultură pe verticală se concentrează pe producerea de legume care cresc repede, acvaponia, care include și o componentă de acvacultură, nu este în prezent utilizată la fel de mult ca hidroponia convențională. 

### Aeroponia

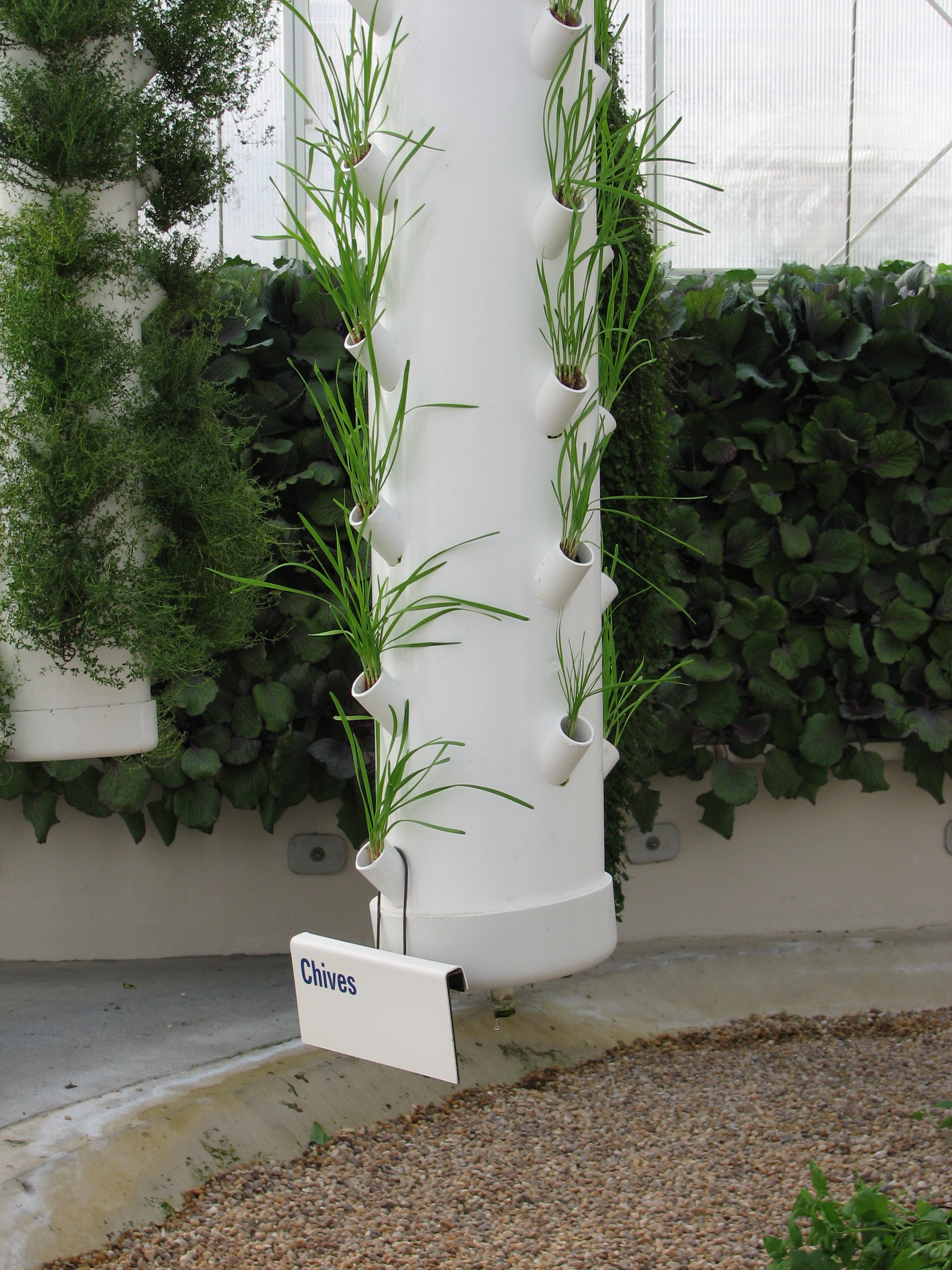
Arpagic crescut aeroponic

Invenția aeroponiei a fost motivată de inițiativa propusă de NASA (Administrația Națională Aeronautică și Spațială) în anii '90 de a găsi un mod eficient de a cultiva plante în spațiu. Spre deosebire de hidroponia și acvaponia convențională, aeroponia nu necesită niciun mediu lichid sau solid pentru a cultiva plante. În schimb, este dispersată o soluție lichidă cu nutrienți în camerele de aer, unde plantele sunt suspendate. Aeroponia este fără îndoială cea mai sustenabilă tehnică de creștere fără sol, deoarece folosește cu până la 90% mai puțină apă decât cele mai eficiente sisteme hidroponice convenționale și nu necesită înlocuirea mediului de creștere. Mai mult decât atât, absența unui mediu de creștere permite sistemelor aeroponice să adopte un design vertical, care economisește și mai multă energie, datorită gravitației, care elimină automat excesul de lichid. Pe de altă parte, sistemele hidroponice orizontale clasice necesită adesea pompe de apă pentru a controla excesul de soluție. În prezent, sistemele aeroponice nu au fost aplicate pe scară largă în agricultura pe verticală, dar încep să atragă atenția în mod semnificativ.

### Agricultura în mediu controlat
Agricultura în mediu controlat (AMC) (Controlled-environment agriculture) constă în modificarea mediului natural pentru a crește randamentul culturilor sau pentru a extinde sezonul de creștere. Sistemele AMC sunt instalate de obicei în structuri închise, sere sau clădiri, unde factorii de mediu pot fi controlați, inclusiv aerul, temperatura, lumina, apa, umiditatea, dioxidul de carbon și nutriția plantelor. În sistemele de agricultură pe verticală, sistemele AMC sunt adesea utilizate împreună cu tehnicile de agricultură fără sol, precum hidroponia, acvaponia și aeroponia. 

## Tipuri de agricultură pe verticală

### Ferme verticale în clădiri
Clădirile abandonate sunt adesea refolosite pentru agricultura pe verticală. Spre exemplu, ferma din Chicago numită „The Plant”. Inițial, aceasta era o fabrică veche de ambalare a cărnii. Cu toate acestea, se construiesc și clădiri noi, special pentru sisteme de agricultură pe verticală. De exemplu, o companie numită „Vertical Harvest”  a construit o seră hidroponică cu trei etaje lângă o parcare din Jackson, Wyoming și își propune să crească anual 100.000 de pfunzi (45 tone) de legume și fructe. 

### Ferme verticale în containere maritime
Containerele maritime reciclate sunt o opțiune din ce în ce mai populară pentru găzduirea sistemelor de agricultură pe verticală. Containerele maritime funcționeaza pe post de încăperi modulare, standardizate pentru cultivarea mai multor plante. Acestea sunt adesea echipate cu LED-uri, sisteme hidroponice etajate, sisteme inteligente pentru controlarea climei din interior și sisteme de monitorizare. Mai mult, prin suprapunerea containerelor maritime, fermele pot economisi și mai mult spațiu și pot obține o recoltă mai mare pe picior pătrat (0.09 m²). În prezent, pe piață există numeroase unități comerciale de containere maritime pentru agricultură pe verticală, precum „Greenery” de la Freight Farms și „TerraFarm” de la Local Roots. 

### Ferme subterane
Fermele subterane sunt ferme verticale construite în tuneluri subterane renovate sau în puțuri miniere abandonate. Deoarece temperatura și umiditatea de sub pământ sunt în general temperate și constante, fermele subterane necesită mai puțină energie pentru încălzire. Totodată, aceste ferme pot folosi apa subterană din apropiere pentru a reduce costul aprovizionării cu apă. Potrivit lui Saffa Riffat, președintele departamentului de Energie Sustenabilă la Universitatea din Nottingham, în ciuda costurilor reduse, o fermă subterană poate produce pe aceeași suprafață de teren de 7-9 ori mai multă hrană decât o fermă convențională. Cu ajutorul sistemelor automatizate de recoltare, aceste ferme subterane pot fi complet autonome.
O companie numită "Growing Underground" susține că a restaurat un buncăr din Al Doilea Război Mondial, în care a construit prima fermă subterană din lume. Aceștia cultivă legume la 33 de metri sub Clapham, Londra. Produsele lor sunt disponibile în supermarket-uri locale, cum ar fi M&S, Planet Organic și Whole Foods. 

## Istoric

### Propunerea agriculturii pe verticală
Dickson Despommier, profesor în domeniul Sănătății Publicului și Mediului la Universitatea Columbia, a pus bazele conceptului de agricultură pe verticală. În 1999, a cerut clasei sale de masteranzi să calculeze câtă mâncare ar putea crește pe acoperișurile din New York. Studenții au ajuns la concluzia că pot hrăni doar în jur de 1000 de oameni. Nemulțumit de rezultate, Despommier a sugerat creșterea plantelor în interior, pe mai multe straturi suprapuse. Împreună cu studenții săi, Despommier a propus apoi designul unei ferme verticale cu 30 de etaje, echipată cu lumină artificială, hidroponie avansată și aeroponie, fiind capabilă să producă suficientă hrană pentru 50.000 de oameni. Mai departe, au evidențiat faptul că pe etajele superioare ar crește aproximativ 100 de tipuri de fructe și legume. Iar etajele inferioare ar adăposti pești și găini, care ar consuma deșeuri vegetale. Deși zgârie-norul lui Despommier nu a fost construit încă, acesta a răspândit conceptul agriculturii pe verticală și a inspirat multe proiecte ulterioare.

### Implementări ale fermelor verticale
Administrațiile locale și dezvoltatorii din mai multe orașe și-au arătat interesul pentru întemeierea unei ferme verticale: Incheon (Coreea de Sud), Abu Dhabi (Emiratele Arabe Unite), Dongtan (China), New York, Portland, Los Angeles, Las Vegas, Seattle, Surrey, Toronto, Paris, Bangalore, Dubai, Shanghai și Beijing.
În 2009 a fost instalat primul sistem de producție din lume în Regatul Unit, la Paignton Zoo Environmental Park. Proiectul a prezentat agricultura pe verticală și a oferit un fundament solid pentru cercetarea producției de alimente urbane sustenabile. Culturile sunt folosite pentru a hrăni animalele din grădina zoologică, iar proiectul permite evaluarea sistemelor. Totodată oferă o sursă educațională care susține schimbarea practicilor nesustenabile de utilizare a terenurilor ce au un impact negativ asupra biodiversității globale și a serviciilor ecosistemice.
În 2010, Alianța Verde Sionistă a propus o rezoluție la cel de al 36-lea Congres Sionist Mondial. Prin aceasta au solicitat ca Keren Kayemet L'Yisrael (Fondul Național Evreiesc din Israel) să dezvolte ferme verticale în Israel. Chiar mai mult, în 2010, o companie numită "Podponics" a construit o fermă verticală în Atlanta, formată din peste 100 de "growpods" (capsule de creștere), dar se presupune că a falimentat în mai 2016.
În 2012, în Singapore, Sky Greens Farms a dezvoltat și deschis prima fermă verticală comercială din lume, având o înălțime de trei etaje. În prezent, aceștia au peste 100 de turnuri de 9 metri înălțime.
În 2012, o companie numită The Plant a lansat sistemul său proaspăt dezvoltat pentru agricultura pe verticală, amenajat într-o fabrică abandonată de ambalare a cărnii din Chicago, Illinois. Utilizarea clădirilor abandonate pe post de locație pentru ferme verticale și alte metode sustenabile de agricultură sunt un efect al urbanizării rapide în comunitățile moderne.
Asociația pentru Agricultură pe Verticală (Association for Vertical Farming AVF) a fost fondată în 2013, în München (Germania). Până în mai 2015, AVF s-a extins cu filiale în toată Europa, Asia, SUA, Canada și Regatul Unit. Această organizație aduce împreună cultivatorii și inventatorii pentru a îmbunătăți siguranța alimentară și dezvoltarea sustenabilă. AVF se concentrează pe promovarea tehnologiilor folosite în agricultura pe verticală, a proiectelor și a afacerilor prin găzduirea unor zile de informare, workshop-uri și convenții internaționale.
În 2015, compania londoneză Growing Underground a început producerea de legume frunzoase în tuneluri abandonate din Al Doilea Război Mondial.
În 2016, un startup numit Local Roots a lansat „TerraFarm”, un sistem de agricultură pe verticală amenajat într-un container maritim de 40 de picioare (12 metri). Acest sistem este monitorizat de la distanță, din California, și include viziune computerizată integrată cu o rețea neurală pentru monitorizarea plantelor. Se consideră că sistemul TerraFarm "a ajuns la costuri egale cu agricultura tradițională în aer liber", fiecare unitate producând echivalentul a „3 până la 5 acri de teren agricol,” folosind 97% mai puțină apă, deoarece apa evaporată este recuperată și recoltată prin intermediul aerului condiționat.
În 2017, compania japoneză Mirai a început să-și comercializeze sistemul de agricultură pe verticală pe mai multe niveluri, cu statistici impresionante. Compania afirmă că poate produce 10.000 de salate pe zi - de 100 de ori mai mult decât cantitatea care ar putea fi produsă cu metode agricole tradiționale. Acest lucru este posibil datorită luminilor LED, care pot scădea timpii de creștere cu un factor de 2,5. În plus, toate acestea pot fi obținute cu un consum de energie de 40% mai mic, cu 80% mai puține deșeuri alimentare și cu un consum de apă mai mic cu 99% decât în metodele tradiționale de agricultură. Au fost solicitate și alte implementări ale acestei tehnologii în alte țări asiatice. 
În 2018, au fost dezvoltate planuri pentru cea mai mare fermă interioară din Europa. Se estimează că ferma Jones Food Company cu sediul în Lincolnshire produce 420 de tone de legume frunzoase pe an, folosind o suprafață de mărimea a 26 de terenuri de tenis. Toate acestea sunt obținute folosind 90% mai puțină apă și 50% mai puține pesticide.
În 2019, compania Freight Farms a anunțat „Greenery,” un sistem farm-to-table complet echipat cu hidroponie verticală, iluminare cu LED și controale climatice intuitive, construite într-un container maritim de 12m × 2,4m. 

## Avantaje

### Eficiența agriculturală
Cerințele agriculturii tradiționale legate de terenul arabil sunt prea mari și invazive pentru a rămâne sustenabile pentru viitoarele generații. Din cauza ritmului accelerat cu care crește populația, este de așteptat ca terenul arabil pe persoană să scadă în jur de 66% în 2050, în comparație cu 1970. În unele cazuri, agricultura pe verticală permite recoltarea pe acru de peste 10 ori mai mare decât cea a metodelor tradiționale. Spre deosebire de agricultura tradițională în zonele non-tropicale, agricultura interioară produce recolte pe tot parcursul anului. În funcție de tipul culturii, agricultura pentru toate sezoanele multiplică productivitatea suprafeței cultivate cu un factor de 4 până la 6 ori. În cazul culturilor precum căpșunile, acest factor poate ajunge până la 30.
De asemenea, datorită utilizării sectoarelor izolate, agricultura pe verticală permite producerea unei varietăți mai mari de culturi. Spre deosebire de fermele tradiționale, în care se recoltează un singur tip de cultură pe sezon, fermele verticale permit cultivarea și recoltarea simultană a mai multor culturi, datorită parcelelor individuale.

### Rezistența la vreme
Culturile în aer liber din agricultura tradițională depind de vreme favorabilă. Acestea sunt influențate și suferă atunci când temperaturile nu sunt prielnice, când plouă, au loc musoni, furtuni cu grindină, tornade, inundații, incendii și secetă. "Trei inundații recente (în 1993, 2007 și 2008) au costat Statele Unite ale Americii miliarde de dolari în culturi distruse, cu pierderi și mai devastatoare în stratul de sol. Schimbări în tiparele ploii și temperatură ar putea diminua producția agricolă din India cu 30% până la sfârșitul secolului."
Problema condițiilor meteorologice nefavorabile este deosebit de relevantă pentru zonele arctice și sub-arctice precum Alaska și nordul Canadei. În cea mai mare parte, în aceste zone agricultura tradițională este imposibilă. Lipsa siguranței alimentare a fost o problemă de lungă durată în comunitățile nordice îndepărtate, unde produsele proaspete trebuie transportate la distanțe mari, ceea ce duce la costuri ridicate și alimentație precară. Fermele de tip container pot oferi produse proaspete pe tot parcursul anului, la un cost mai mic decât cel al transportului pentru aprovizionare din locații mai sudice, existând numeroase zone agricole care operează în locații precum Churchill, Manitoba și Unalaska, Alaska. De asemenea, ca și în cazul întreruperii creșterii culturilor, fermele locale de tip container sunt mai puțin sensibile la întrerupere decât lanțurile lungi de aprovizionare necesare pentru livrarea către comunitățile îndepărtate a produselor cultivate în mod tradițional . Prețurile produselor alimentare din Churchill au crescut semnificativ după inundațiile din mai și iunie 2017. Inundațiile au impus închiderea liniei feroviare, singura conexiune permanentă la sol între Churchill și restul Canadei.

### Conservarea mediului
Până la 20 de unități de teren agricol în aer liber pe unitate de agricultură pe verticală ar putea reveni la starea lor naturală, deoarece productivitatea acestui tip de agricultură este mai mare. Agricultura pe verticală ar reduce suprafața de teren agricol, astfel economisind multe resurse naturale.
Defrișarea și deșertificarea, cauzate de invadarea agricolă pe biomii naturali, ar putea fi evitate. Producerea de hrană într-un spațiu închis poate reduce sau chiar elimina metodele convenționale de arat, plantare și recoltare cu ajutorul utilajelor agricole, protejând astfel solul și reducând emisiile.
Agricultura tradițională este adesea invazivă pentru flora și fauna locală, deoarece necesită o suprafață foarte mare de teren arabil. Un studiu a arătat că numărul de șoareci de pădure a scăzut de la 25/ha la 5/ha după recoltă, estimând că 10 animale/ha sunt ucise anual prin intermediul agriculturii convenționale. În comparație, agricultura pe verticală ar avea un impact nesemnificativ asupra faunei și florei, datorită utilizării limitate de spațiu.

## Probleme

### Economie
Costurile inițiale mari sunt un obstacol pe care fermele verticale trebuie să îl depășească. Costurile inițiale pentru construirea unei ferme verticale de 60ha ar depăși 100 de milioane USD. Costurile de ocupare ale unui birou pot fi ridicate în marile orașe, cum ar fi Tokyo, Moscova, Mumbai, Dubai, Milano, Zürich și São Paulo, unde costurile variază între 880 și 1850USD pe metru pătrat. Deoarece fermele verticale sunt menite să fie situate în centrele marilor orașe, proprietarii acestora ar fi obligați să plătească același costuri de ocupare ca oricare alt birou din acea zonă. În Victoria, Australia, o fermă verticală cu 10 etaje ar costa 349USD/m2 de teren arabil, pe când o fermă tradițională în zona rurală a aceluiași stat ar costa doar 0.40USD/m2 de teren arabil. Pe măsură ce fermele verticale devin mai eficiente, costurile inițiale vor fi depășite. Cu toate acestea, deși o fermă verticală are un randament pe hectar de 50 de ori mai mare decât cel obținut de o fermă tradițională, ar dura 6-7 ani pentru ca ferma verticală să își recupereze investiția inițială.
Companiile rivale pun la îndoială potențialul de a obțiune profit din agricultura pe verticală. Pentru ca fermele verticale să aibă succes pe plan financiar, trebuie să crească culturi cu valoare mare, deoarece fermele tradiționale oferă culturi cu valoare mică, precum grâul, la costuri mai mici decât o fermă verticală. Louis Albright, profesor de inginerie biologică și a mediului la Universitatea Cornell, a declarat că o pâine făcută din grâu cultivat într-o fermă verticală ar costa 27USD. Cu toate acestea, potrivit Biroului de Statistică a Muncii din SUA, prețul unei pâini era în luna septembrie a anului 2019 în medie 1,296USD, fiind evident faptul că nicio cultură cultivată în fermele verticale nu va putea face față competiției. Pentru ca fermele verticale să fie profitabile, costurile de operare pentru acestea trebuie să scadă. 
Dezvoltatorii sistemului TerraFarm, construit în containere maritime reciclate de 40 picioare (12 metri), susțin că sistemul lor a ajuns la același nivel de costuri precum agricultura tradițională în aer liber.

### Utilizarea energiei
În timpul sezonului de creștere, soarele strălucește pe o suprafață verticală într-un unghi extrem, mai puțină lumină fiind disponibilă pentru culturi decât atunci când acestea sunt plantate pe teren întins. Prin urmare, ar fi necesare lumini suplimentare. Bruce Bugbee a susținut că cerințele de energie ale agriculturii pe verticală nu ar fi concurențiale cu cele ale fermelor tradiționale, care folosesc doar lumina naturală. Scriitorul ecologist George Monbiot a calculat costul furnizării cu suficientă lumină suplimentară în cazul creșterii cerealelor necesare unei singure pâini: aproximativ 15 dolari. Un articol din "The Economist" susținea că „chiar dacă culturile care cresc într-un zgârie-nori de sticlă vor obține o lumină solară naturală în timpul zilei, aceasta nu va fi suficientă” și „costul alimentării luminilor artificiale va face agricultura interioară exorbitant de scumpă”. Mai mult decât atât, cercetătorii au stabilit că, dacă ar fi folosite doar panouri solare pentru a satisface consumul de energie al unei ferme verticale, „suprafața necesară de panouri solare ar trebui să fie un factor de 20 de ori mai mare decât suprafața arabilă pe un multinivel interior al fermei,” care va fi greu de realizat cu fermele verticale de dimensiuni mari. O fermă hidroponică din Arizona care cultivă salată ar necesita 15.000kJ de energie pe kilogram de salată cultivată. Pentru a pune acest lucru in perspectivă, o fermă tradițională din Arizona care cultivă salată necesită doar 1100 kJ de energie pe kilogram de salată cultivată. 
Cartea Doctorului Dickson Despommier, „Ferma Verticală,” propune un mediu controlat, în care costurile de încălzire și răcire vor fi asemănătoare cu cele ale oricărei alte clădiri cu etaje multiple. Sistemele de instalații și ascensoarele sunt necesare pentru distribuirea nutrienților și a apei. În nordul Statelor Unite continentale, costul încălzirii cu combustibil fosil poate depăși 200.000USD/ha. Cercetări efectuate în 2015 au comparat cultivarea salatei în Arizona și o fermă hipodronică. Aceștia au stabilit că încălzirea și răcirea reprezentau mai mult de 80% din consumul de energie al fermei hipodronice, având nevoie de 7400kJ pe kilogram de salată. Conform aceluiași studiu, consumul total de energie al fermei hidroponice este de 90.000kJ pe kilogram de salată. Fermele verticale nu vor fi o alternativă sustenabilă pentru agricultura tradițională dacă nu este luat in considerare consumul de energie.

### Poluarea
Dacă cerințele energetice sunt satisfăcute de combustibili fosili, efectul asupra mediului poate fi o pierdere netă. Nici utilizarea unei surse de energie cu emisii reduse de carbon nu ar fi o soluție la fel de practică precum continuarea folosirii fermelor tradiționale, dar arzând mai puțin cărbune. Louis Albright a susținut că într-o "agricultură urbană cu sistem închis, bazată pe lumină fotosintetică generată electric," 1 pfund (0.45kg) de salată ar rezulta în 8 pfunzi (3.62kg) de dioxid de carbon produși la o centrală electrică. Iar producerea a 4000 de pfunzi (1814kg) de salată ar fi echivalentă cu totalul emisiilor anuale ale mașinii unei familii. De asemenea, susține și că amprenta de carbon a roșiilor cultivate într-un sistem similar ar fi de două ori mai mare decât cea a salatei. Cu toate acestea, salata produsă într-o seră care permite razelor soarelui să ajungă la culturi a înregistrat o reducere de 300% a emisiilor de dioxid de carbon pe cap de salată. Sistemele de agricultură pe verticală vor produce mai puțină poluare pe măsură ce vor deveni mai eficiente în a exploata razele solare.
În mod normal, serele contribuie cu 3-4 ori la nivelul de dioxid de carbon din atmosferă. Această creștere a dioxidului de carbon sporește rata fotosintezei cu 50%, contribuind la o recoltă mai mare. Unele sere ard combustibili fosili chiar pentru acest scop, din moment ce alte surse de dioxid de carbon, precum furnalele, conțin poluanți, cum ar fi dioxidul de sulf și etilena, care sunt nocive pentru plante. Asta înseamnă că o fermă verticală necesită o sursă de dioxid de carbon, cel mai probabil obținută prin combustie. Totodată, ventilația necesară fermei ar putea cauza "scurgeri" de dioxid de carbon în atmosferă.
Cultivatorii de seră exploatează în mod obișnuit fotoperiodismul pentru a controla dacă plantele se află într-un stadiu vegetativ sau de reproducere. Ca parte a acestui control, luminile rămân aprinse după apus și înainte de răsărit, sau regulat pe parcursul nopții. Serele cu un singur etaj au atras critici pentru poluarea luminoasă.
Serele hidroponice schimbă în mod regulat apa, astfel producând apă cu îngrășăminte și pesticide care trebuie debarasată. Cea mai comună metodă, și anume dispersarea apei peste terenurile agricole sau zonele umede vecine, ar fi mai dificilă pentru o fermă verticală urbană.